# Benoît Dageville
Benoît Dageville, né le 29 juin 1966, est un informaticien français, cofondateur de Snowflake.

## Biographie
Il fait des études d'informatique à l'Université de Paris 6, qui se terminent en 1995 par la soutenance d'une thèse de doctorat sur l'exécution parallèle de requêtes à des systèmes de base de données, sous la direction de Patrick Valduriez (en).
Il effectue ces travaux pendant 2 ans à l'European Computer-Industry Research Centre (ECRC) puis 2 ans à Bull.
En janvier 1996, il entre chez Oracle, à Redwood Shores (Californie). Il travaille toujours dans le même domaine technique pendant les 16 années qu'il passe chez Oracle.

### Fondation de Snowflake
En août 2012, il crée Snowflake avec Thierry Cruanes, un autre Français qui avait aussi fait un doctorat à Paris 6 et l'avait accompagné chez Oracle, et Marcin Zukowski, qui avait créé Vectorwise (en). L'objectif était de créer un progiciel de gestion de base de données distribué sur le cloud et avec une bonne efficacité pour l'exécution des requêtes. Les deux Français se répartissent les fonctions techniques, avec Benoît comme directeur du produit (President, product) et Thierry directeur technique.
Les fondateurs ne souhaitent pas assurer la gestion de l'entreprise eux-mêmes. Au début de leur aventure, Mike Speiser, le capital-risqueur qui les a sponsorisés, assure la gestion. En juin 2014, Bob Muglia est coopté comme patron de l'entreprise afin de sortir de la phase de développement confidentiel de l'entreprise et de réaliser des augmentations de capital. En mai 2019, les compères recrutent Frank Slootman pour faire l'introduction en bourse. Celle-ci a lieu en septembre 2020 avec grand succès.

## Fortune
Grâce à sa participation de 3,5 % dans Snowflake, la valeur de sa fortune personnelle a connu une croissance extrêmement rapide en 2019-2020 :
| Date              | Fortune                  |
| ----------------- | ------------------------ |
| 23 octobre 2019   | 140 millions de dollars  |
| 15 septembre 2020 | 850 millions de dollars  |
| 16 septembre 2020 | 2,2 milliards de dollars |